# Essai nucléaire nord-coréen du 9 septembre 2016
Le 9 septembre 2016, un événement sismique est enregistré en Corée du Nord et pourrait correspondre à un essai nucléaire souterrain effectué à trente kilomètres au nord-ouest du comté de Kilju.

## Contexte
Le précédent essai nucléaire nord-coréen a eu lieu 8 mois auparavant en janvier 2016 et a entrainé de vives condamnations internationales. Malgré les appels de la Chine et de la Russie à retourner vers les pourparlers à six, la Corée du Nord a maintenu ses ambitions et missiles nucléaires :
- le 22 juin 2016, la Corée du Nord a réussi le lancement depuis la terre d’un missile à moyenne portée BM25 Musudan à une altitude de 1 413,7 km et une portée de 400 km. L’essai de missile démontre que la portée du missile pourrait être d’environ 3 500 km[2]. Bien que certains experts soient sceptiques quant à la possibilité de lancer des charges militaires sur la base militaire américaine de Guam avec la configuration utilisée pour cet essai, ils s’accordent sur le fait que Guam est à portée de tir si le poids de la charge peut être réduit de 650 kg à moins de 500 kg[3].

- le 24 août 2016, la Corée du Nord réussi le lancement d’un missile mer-sol balistique stratégique KN-11 dans la zone d’identification de défense aérienne (en) du Japon avec une portée de 500 km et une altitude similaire. Utilisant une technologie de lancement froid et de combustible solide, la Corée du Nord développe sa technologie vers une dissuasion de seconde frappe. L’essai correspond au premier lancement par la Corée du Nord d’un missile à combustible solide. Il était auparavant admis que la Corée du Nord était uniquement capable de développer des missiles à combustible liquide, comme le Rodong-1.

Durant le septième congrès du Parti du travail de Corée, Kim Jong-Un a annoncé un plan de développement parallèle d’armes nucléaires et de l’économie de la nation, et la date du cinquième essai nucléaire a été annoncée.
L’exercice militaire conjoint bi-annuel entre les États-Unis et la Corée du Sud – Foal Eagle de février à avril et Ulchi Freedom Guardian d’août à septembre – s’est achevé le 2 septembre 2016. La Corée du Nord a régulièrement exprimé de vives objections aux exercices parce qu’elle interprète les exercices comme « des forces hostiles … se préparant pour une invasion de la Corée du Nord »,.

Le 5 septembre 2016, la Corée du Nord a lancé successivement 3 missiles Rodong-1 dans la mer du Japon avec une grande précision et une portée d’environ 1 000 km. Cela affirme le Rodong-1 comme un missile crédible et mature adapté au déploiement opérationnel depuis son premier lancement réussi en 1993. Le conseil des Nations unies a condamné les lancements de missiles nord-coréens.
L’essai a eu lieu le 9 septembre 2016, date du 68e anniversaire de la fondation de la Corée du Nord.

## Localisation présumée de l'essai nucléaire et puissance estimée
Le 9 septembre 2016 à 9h30 heure locale, un séisme de magnitude 5,3 est enregistré par les autorités sud-coréennes au Site d'essais nucléaires de près de Punggye-ri, un lieu où avaient déjà été localisés les épicentres de séismes lors de précédents essais nucléaires en 2006, 2009, 2013 et janvier 2016.
Selon les estimations de la Corée du Sud et du Japon, la puissance libérée était d'environ 10 kilotonnes de TNT (10 kt) générant un séisme de magnitude 5,3. Cela en ferait l'essai nucléaire nord-coréen le plus puissant jusqu'à cette date,.
Jeffrey Lewis du Middlebury Institute of International Studies (en) en Californie a indiqué à Reuters que l'explosion aurait libérée au moins 20 à 30 kt. L'information a ensuite été reprise par plusieurs média étrangers. Une telle puissance correspond à une explosion plus puissante que la bombe atomique Little Boy lâchée sur Hiroshima en 1945. Lewis soutient qu'il s'agit du plus puissant essai nucléaire nord-coréen et qu’il s’agit d’un jour triste compte tenu des progrès considérables réalisés par la Corée du Nord en matière de technologies de missile et nucléaires,.
L'Institut Fédéral des Géosciences et de Ressources Naturelles (de) en Allemagne a initialement estimé la puissance à 25 kt ce qui correspond à l'estimation de Jeffrey Lewis.

## Réactions internationales
- En Corée du Sud, Yeom Dong yeol avance que « si l’essai était confirmé, il s’agirait d’une violation grave des résolutions du Conseil de sécurité de l’ONU ». La Bourse de Séoul a par ailleurs ouvert en forte baisse[10].
- Au Japon, le premier ministre Shinzō Abe évoque « un acte intolérable »[10].